# Altan Khan

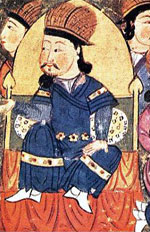
Altan Khan

Altan Khan (Altan-otxiguín) fou el fill gran de Qutula Khan. La "Història secreta" li atribueix el títol de gran kan (emperador) que mai va tenir. Va viure a la segona meitat del segle xii.
Temujin, el futur Genguis Kan, aspirava a refer la reialesa en la seva persona, i tenia al seu costat a la gent dels clans djelair, qiyat, ba'arin i alguns representants de l'aristocràcia mongola representats pel seu oncle Da'aritai-otchigin i els descendents de Qabul Khan incloent a Satcha-baqi, besnet de Qabul Khan i net d'Oqin-barqaq, i per Altan-otchigin, és a dir els hereus legítims de la reialesa.
Quan els mongols van elegir kan, Altan-otxiguin va renunciar als seus drets en favor de Temujin, pensant que aquest seria un instrument dòcil. També s'havia creat una atmosfera religiosa en què algunes prediccions dels xamans dictaminaven que Temujin seria el kan dels mongols. Així Temudjin fou nomenat kan. Altan i Satcha-baki foren els primers a proclamar kan a Temudjin, en una data propera a 1194. Temujin va prendre llavors el nom de tchinggiz khan (Genguis Kan).
Quan Altan es va adonar que el nou kan no seria un instrument a les seves mans, es va fer enrere de la seva decisió i es va revoltar, però no va tenir èxit.
Quan Genguis Kan va fer una expedició contra els tàtars 1202) va donar orde de no saquejar, però alguns caps no la van obeir, entre els quals Altan. Genguis Kan el va castigar obligant-lo a retornar el botí, i aliat a altres caps desautoritzats per Gengis, va passar al camp dels enemics del kan.

## referències i notes
1. ↑  las principal la del xaman i cap dels ba'arin, Qortchi